# Kumo no mukō, yakusoku no basho
Kumo no mukō, yakusoku no basho (雲のむこう、約束の場所 'Bortom molnen, löftets plats'?) (engelska: The Place Promised in Our Early Days) är en 90 minuter lång anime, producerad som OVA, skriven och regisserad av Makoto Shinkai, som en uppföljare på hans tidigare verk Hoshi no koe. Som i Shinkais tidigare film skrevs musiken av hans vän Tenmon. Till skillnad från Hoshi no koe, som Shinkai huvudsakligen skapade på egen hand, är Kumo no mukō, yakusoku no basho en fullskalig produktion vilket reflekteras i dess större detaljrikedom och längre speltid. Filmen sändes i Japan av satellitkanalen Animax och licensierades för översättning och distribution i USA av ADV Films.

## Handling

### Miljö
Kumo no mukō, yakusoku no basho utspelar sig i en fiktiv alternativ verklighet i Japan under det sena 1990-talet. Medan det inte förklaras direkt i filmen tog dess värld en annan väg kort efter andra världskriget. År 1974 genomgick Japan den så kallade Separationen: Dess södra del, inklusive öarna Honshū och Kyūshū, ockuperades av USA, medan den norra ön Hokkaidō (Ezo i filmen) ockuperades av "Unionen" (vilket syftar på Sovjetunionen). Samma år började Unionen bygget av ett massivt torn på Hokkaido, utformad av forskaren Ekusun Tsukinoe. En klar dag kunde tornets ofantliga höjd ses ända från Tokyo.
När handlingen tar sin början under 1990-talet har den amerikanska ockupationen av södra Japan avslutats och länderna ingått ett militärt avtal om att bilda en allians. Hokkaido fortsätter att vara under Unionens kontroll; kontakt mellan nord och syd är omöjlig och konflikter vid gränsen är vanliga. Gerillaorganisationen Uilta Liberation Front i södra Japan arbetar för att återförena landet, och med hemligt stöd av några högt uppsatta medlemmar av alliansen utför de räder och uppdrag mot Unionens områden.

### Historiens början
Animen följer historien kring tre vänner som lever i Aomori längst norrut på huvudön Honshu: Två killar, Hiroki Fujisawa och Takuya Shirakawa, och en tjej, Sayuri Sawatari. 1996 går de tre i åttonde klass, deras sista år i mellanskolan, och de fascineras dagligen av tornet på Hokkaido som syns över Tsugaru Kaikyō i norr.
Sista dagen innan vårlovet berättar en av Sayuris vänner, Kana Matsuura, för Takuya att hon har romantiska känslor för honom, men han besvarar inte dessa känslor. Takuya ber Hiroki att gå ut med Kana i stället, men han avböjer då han själv har känslor för Sayuri. Hiroki stannar på skolan på eftermiddagen för att träna bågskytte medan Sayuri stannar för violinlektioner; efter vilket de båda åker hem med tåget tillsammans och lär känna varandra, och Sayuri blir nära vän med killarna.
De båda killarna hittar ett kraschlandat obemannat flygplan från Japans maritima självförsvarsstyrkor. De ger plant namnet Bella Ciela och försöker renovera det med hjälp av delar ihopsamlade på sin arbetsplats, Emishifabriken, med hjälp av deras chef herr Okabe. De tre tonåringarna ingår löftet att en dag flyga till Hokkaido för att få se tornet från nära håll, men innan de kan göra detta försvinner Sayuri.

### Tre år senare
Tre år senare har Takuya och Hiroki slutat arbeta på sitt flygplan, då de valt olika vägar efter sin sorg vid Sayuris försvinnande. Trots att Takuya endast går i high school arbetar han redan som fysiker i ett av alliansens forskningslaboratorier sponsrat av Förenta Nationernas National Security Agency, där han undersöker parallella universum (genom Oxfordtolkningen av kvantmekaniken) tillsammans med Maki Kasahara under överseendet av professor Tomizawa. De vet att tornet på Hokkaido, som togs i bruk år 1996, byter ut materia mot materia från andra universum, men inte varför den gör detta endast inom en radie av två kilometer. Takuya blir inblandad i gerillaorganisationen Uilta Liberation Fronts aktiviteter efter att ha fått reda på att Okabe är deras ledare; arbetarna på hans fabrik är också agenter inom organisationen. Okabe bildade gruppen när hans familj fastnade på Hokkaido efter Separationen och övertalar Takuya att följa med Uilta på ett uppdrag till Ezo.
Sayuri har legat på sjukhus under de tre senaste åren då hon utvecklat en extrem form av narkolepsi; hon har sovit oavbrutet i tre år. Hennes medvetande är fångat i ett ensligt parallellt universum där hon är helt ensam. Tomizawa upptäcker att hon på något sätt är kopplad till Unionens forskning inom parallella universum och Hokkaidotornets förmåga att omforma sin omgivning, men Tomizawa undanhåller till en början denna information, inklusive Sayuris nuvarande situation, för Takuya. Tomizawa arbetar med Uilta Liberation Front och berättar om Sayuri för Okabe, medan Okabe avslöjar att ULF planerar att spränga Hokkaidotornet för att utlösa ett krig mot Unionen, i hopp om att detta ska leda till Japans återförening.
Hiroki har flyttat till Tokyo där han fortsätter på high school. Han hemsöks av återkommande drömmar om Sayuri och drabbas av klinisk depression, vilket gör hans liv ensamt och eländigt. Ett brev skrivet av Sayuri strax innan hon lämnade dem når honom till slut år 2000, som en första uppmaning till honom att börja leta efter henne. Trots deras existens i två skilda universum får de två kort kontakt och Hiroki inser att den enda vägen till att väcka Sayuri igen är att flyga henne till tornet på Hokkaido, "vår barndoms förlovade land".

### Klimax
Spänningarna mellan Alliansen och Unionen fortsätter att intensifieras då det blir uppenbart att Hokkaidotornets syfte är att användas som ett vapen genom att byta ut hela den existerande världen mot ett parallellt universum. Handlingen kompliceras ytterligare när det upptäcks att Ekusun Tsukinoe, tornets skapare, var Sayuris farfar, och att allt som hindrar tornet från att aktiveras är Sayuris koma, vilket tvingar Hiroki och Takuya att välja mellan att rädda världen eller att rädda Sayuri. Efter en konflikt kring detta övertygar Hiroki Takuya om att det är värt att riskera världen för Sayuri.
Takuya stjäl Sayuris ännu komatösa kropp ur det militära sjukhus där hon övervakas. Killarna avslutar bygget av Bella Ciela bara timmar innan USA förklarar krig mot Unionen. Endast två av dem får plats i planet, så Takuya låter Hiroki styra planet för att fullborda sin barndoms löfte. Hiroki lyckas med att flyga planet över havet och till tornet på Hokkaido med Sayuri bakom sig och en missil av Uilta Liberation Front i lasten. När Sayuri till slut vaknar medan planet flyger kring tornet aktiveras detta och börjar omgående att omvandla det kringliggande landet, så att en stor del av Hokkaido förintas. 
Under de sista minuterna av sin koma inser Sayuri att när hon vaknar kommer hon att ha förlorat alla minnen från sitt tidigare liv med sin älskade Hiroki, så när hon öppnar sina ögon är dessa fyllda med tårar vars orsak hon inte känner till. Hiroki styr planet mot söder igen och avfyrar missilen, vilket förstör tornet och stoppar materieomvandlingen. Filmen slutar med att Hiroki ger Sayuri löfte om att de kommer att börja om sin relation på nytt.

## Analys

### Allusioner
Trots att det fysiska och mentala bandet mellan Sayuri och tornet på Hokkaido aldrig förklarades i detalj finns det starka tecken på att detta var influerat av genetiska orsaker. Tornet sades ha varit byggt av hennes farfar, och i en scen sedd från Takuyas perspektiv under tornets förstörelse i slutet syns skelettet inuti tornet, i form av en dubbel spiral, en referens till DNA.
Separationen mellan södra Japan och Hokkaido återspeglar det verkliga kalla krigets separation av Sydkorea och Nordkorea.

### Ämnen
Drömmar är ett av de huvudsakliga ämnena i filmen. Under sommaren tidigt i filmen ses Sayuri läsa en bok vid namn "Nätet inblandad i en dröm". Människor och djurs drömmar sägs vara visioner av parallella universum. Alternativa verkligheter beskrivs som universums drömmar.
Separation och återförening är det andra dominerande ämnet i filmen. Företeelser och rollfigurer som genomgår dessa stadier är bland annat:
- Japan, som delas i en nordlig och sydlig del under Separationen, men återförenas eventuellt efter kriget i slutet.
- Okabe, som lever skild från sin familj genom Separationen, varför han bildar Uilta Liberation Front.
- Sayuri och hennes farfar Ekusun Tsukinoe, som skiljs från varandra genom Separationen. I slutet av filmen återförenas hon med hans verk, tornet på Hokkaido.
- Sayuri skiljs även från Hiroki och Takuya när hon faller i koma. Hon skiljs från dem både fysiskt (hennes kropp tas till ett militärsjukhus) och mentalt (hennes medvetande hamnar i ett annat universum). Kärnan i filmens konflikter är att hon och killarna ska återförenas. Även efter att ha funnit hennes kropp måste de fortfarande få tillbaka hennes medvetande.
- Hiroki och Takuya skiljs efter att Sayuri lämnar dem. Det tar dem tre år och en ömsesidig vilja att hitta Sayuri igen för att de två männen ska återförenas, och även då är det en svår återförening då de först är oense.

## Utmärkelser
- Special Distinction - Seoul Comics and Animation Festival 2005
- Silver Prize on Best Animated Film Section - Canada Fantasia Film Festival
- Award for Art i Seiun Award - 44:e japanska SF-konventet
- Best Animated Film - Mainichi Film Awards 2004
- Award for Expression Technique (för Trailer #1) - Tokyo International Anime Fair 2003 [2]

## Manga
Kumo no mukō, yakusoku no basho publiceras som manga i tidningen Afternoon. Produktionen började i februari 2006. Handlingen är skriven av Makoto Shinkai medan teckningarna är av Mizu Sahara.

## Musik
Kimi no koe - きみのこえ - Din röst
- Sjungs av ♥ (Ai Kawashima)
- Text av Makoto Shinkai
- Musik av Tenmon